# Alberto Ammann

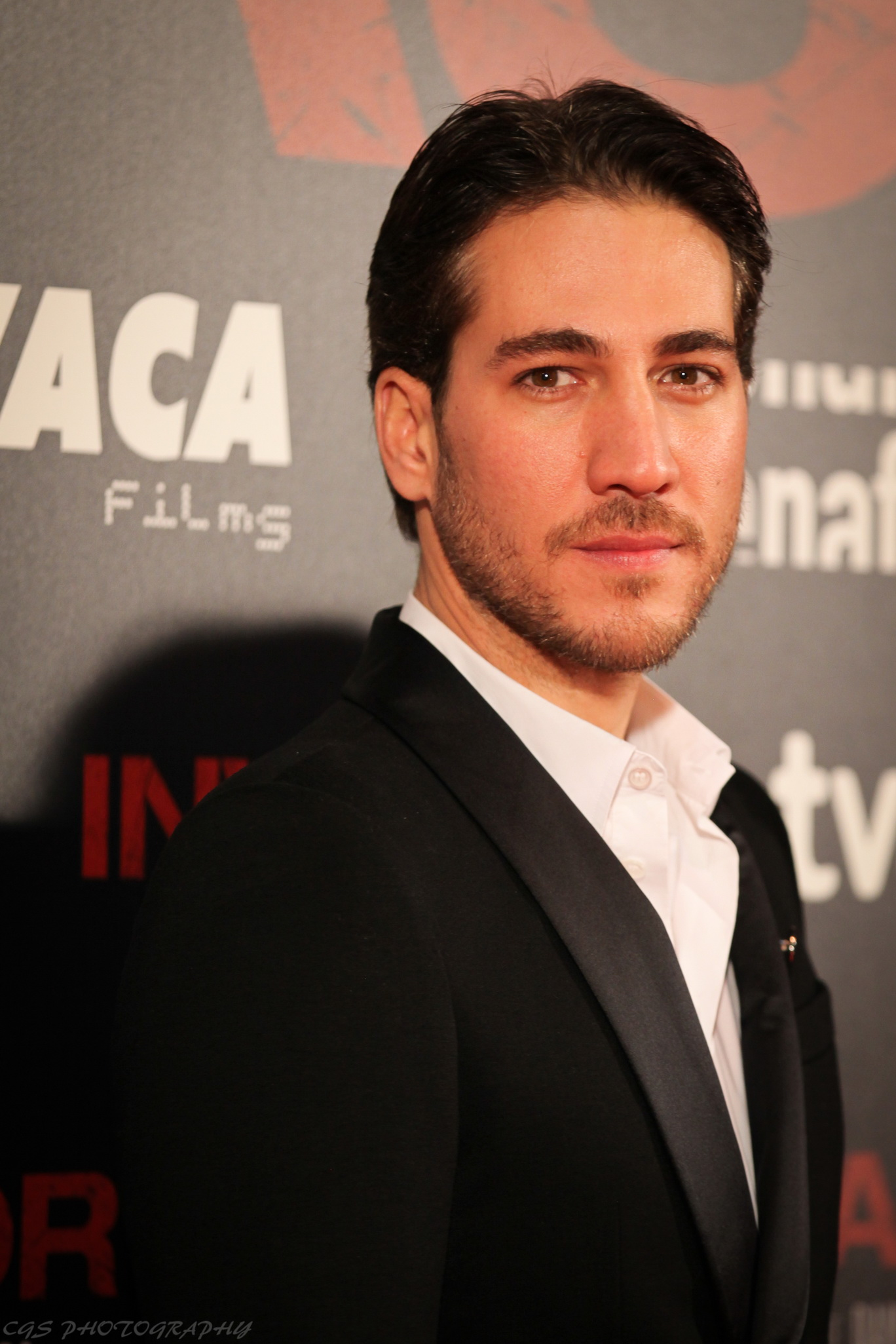
Alberto Ammann (2012)

Alberto Ammann (* 20. Oktober 1978 in Córdoba, Argentinien) ist ein argentinischer Schauspieler.

## Leben
Ammann wurde 1978 im argentinischen Córdoba als Sohn des Journalisten, Politikers und Schriftstellers Luis Alberto Ammann und Nélida Rey geboren. Kurz darauf zog seine Familie, um der argentinischen Militärdiktatur zu entgehen, nach Spanien. Nach deren Ende kehrte die Familie nach Argentinien zurück. Ammann zog später zum Studium wieder nach Spanien.
Ab Mitte der 2000er Jahre trat er als Schauspieler in Erscheinung. Seinen Durchbruch hatte er 2009 in der Rolle des Gefängniswärters Juan Oliver im Thriller Zelle 211 – Der Knastaufstand. Bei der Verleihung des Goya 2010 wurde er als Bester Nachwuchsdarsteller ausgezeichnet.
2012 war er im Thriller Invader zu sehen. Seit 2015 spielt er in der US-Serie Narcos und der Begleitserie Narcos: Mexico den kolumbianischen Drogenbaron Hélmer „Pacho“ Herrera.

## Filmografie (Auswahl)
- 2008: Plan América (Fernsehserie, eine Episode)
- 2009: Zelle 211 – Der Knastaufstand (Celda 211)
- 2010: No soy como tú (Miniserie, zwei Episoden)
- 2010: The Outlaw – Krieger aus Leidenschaft (Lope)
- 2011: Eva
- 2012: Invader (Invasor)
- 2013: Tesis sobre un homicidio
- 2013: Mindscape
- 2013: Highspeed – Leben am Limit (Combustión)
- 2015–2017: Narcos (Fernsehserie)
- 2016: Mars (Fernsehserie)
- 2017: Apaches (Fernsehserie)
- 2018–2021: Narcos: Mexico (Fernsehserie)
- 2022:  Die längste Nacht ( La noche más larga)
- 2022: Overdose
- 2024: Griselda (Miniserie)
- 2025: In seinen Händen (Netflix-Miniserie)